# پان سینگ تومار (فیلم)
پان سینگ تومار (به هندی: Paan Singh Tomar) فیلمی محصول سال ۲۰۱۲ و به کارگردانی تیگمانشو دولیا است. در این فیلم بازیگرانی همچون عرفان خان، ماهی گل، ویپین شارما، نوازالدین صدیقی، ذاکر حسین، راجندرا گوپتا ایفای نقش کرده‌اند.